# Medienanstalt Berlin-Brandenburg
Die Medienanstalt Berlin-Brandenburg (MABB) ist eine von 14 Landesmedienanstalten, zuständig für die Bundesländer Berlin und Brandenburg. Sie wurde 1992 gegründet und hat ihren Sitz in Berlin.

## Aufgaben
Die MABB ist die gemeinsame Landesmedienanstalt der Bundesländer Berlin und Brandenburg. Sie ist eine unabhängige Anstalt des öffentlichen Rechts mit Selbstverwaltung, das heißt, sie handelt eigenständig auf der Grundlage der entsprechenden Gesetze. Die MABB nimmt eigenständig und unabhängig die öffentliche Verantwortung für die Sicherung der Meinungsvielfalt im privaten Rundfunk in Berlin und Brandenburg wahr. Die MABB ist Mitglied der Arbeitsgemeinschaft der Landesmedienanstalten (die medienanstalten).
Die Rechtsgrundlage der Medienanstalt Berlin-Brandenburg ist ein Staatsvertrag zwischen den Ländern Berlin und Brandenburg. Gremien der MABB sind der Medienrat und der Direktor, der vom Medienrat gewählt wird und die Medienanstalt nach außen hin vertritt.
Die Rechtsaufsicht über die Anstalt wird in zweijährigem Wechsel vom jeweils zuständigen Ressort der Landesregierungen von Brandenburg und Berlin ausgeübt.

### Rundfunk und Meinungsbildung
Mit der Einführung des privaten Rundfunks Mitte der 1980er Jahre ergab sich die Notwendigkeit, die Zulassung und Beaufsichtigung der privaten Veranstalter und die Frequenzverteilung zu regeln. Damit wurden eine gesetzliche Grundlage und kontrollierende Organe erforderlich, die vor allem keine staatlichen Stellen sein durften, weil der Rundfunk als wesentlicher Faktor der öffentlichen Meinungsbildung unabhängig vom Staat und von starken gesellschaftlichen Gruppen organisiert sein muss. Zu diesem Zweck wurde die MABB gegründet.
Der Rundfunk steht unter der Hoheit der Länder. Organisation und gesellschaftliche Kontrolle des privaten Rundfunks werden deshalb durch die jeweiligen Landesmediengesetze geregelt. Auf der Grundlage dieser Gesetze arbeiten die Landesmedienanstalten, die für die Zulassung und Aufsicht der privaten Anbieter und Veranstalter zuständig sind. Nach dem ersten Medienstaatsvertrag von 1992 zwischen den Ländern Berlin und Brandenburg fällt die Vergabe der Kanäle und Frequenzen für den privaten Rundfunk in den Aufgabenbereich der MABB.

### Medienkompetenz, Medienausbildung
Die Förderung der Medienkompetenz gehört aufgrund § 8 Abs. 1 Nr. 9 des Staatsvertrages über die Zusammenarbeit zwischen Berlin und Brandenburg im Bereich des Rundfunks (MStV) seit 2001 zu den Aufgaben der MABB. Hierfür betreibt sie den Bürgerrundfunk Alex Offener Kanal Berlin. Im Bereich der Ausbildung ist die MABB mit dem Medieninnovationszentrum Babelsberg aktiv und beteiligt sich darüber hinaus an der ems (Electronic Media School).
Bei der jährlich stattfindenden Netzwerktagung „Medienkompetenz stärkt Brandenburg“ wird auch der Förderpreis „Medienkompetenz stärkt Brandenburg“ verliehen.

## Organisation
Der Medienrat ist das Entscheidungsgremium der MABB. Er besteht aus neun unabhängigen und ehrenamtlichen Mitgliedern, die durch die Parlamente der beiden Länder mit der jeweiligen Mehrheit der gesetzlichen Mitgliederzahl bestimmt werden, davon je vier vom Brandenburger Landtag und vom Berliner Abgeordnetenhaus. Das vorsitzende Mitglied benötigt die Zustimmung beider Parlamente mit einer Mehrheit von zwei Dritteln ihrer gesetzlichen Mitgliederzahl.
Vorsitzender des Medienrates ist Martin Gorholt. Weitere Mitglieder sind Karin Schubert, Markus Beckedahl, Stephan Goericke, Bärbel Romanowski-Sühl und Gabriele Wiechatzek.
Direktorin der MABB ist seit März 2021 Eva Flecken als Nachfolgerin von Anja Zimmer. Deren Vorgänger war seit der Gründung 1992 Hans Hege.